# 向著明天奔跑
《向著明天奔跑》（韓語：내일을 향해 뛰어라），韓國SBS於2015年2月20日播出的春節特輯電視劇，由李玹雨、柳賢慶、安內相主演，以「時間旅行」為素材，講述文載為了拯救因他叛逆離家而瀕臨死亡的父親，所進行的一趟與繪本情節有關的時空旅行的故事。

## 演員列表

### 主演人物
| 演員   | 角色   | 介紹                         |
| 李玹雨 | 江文載 | 高中拳擊特長生。             |
| 柳賢慶 | 韓宥貞 | 十年後的韓宥貞。             |
| 安內相 | 江家得 | 江文載的父親，兒童繪本作家。 |
| 全真㥠 | 韓四五 | 韓宥貞和江文載的兒子。       |

### 其他人物
| 演員   | 角色   | 介紹                 |
| 柳相旭 | 安大世 | 江文載的朋友，警察。 |
| 李雅勉 | 洪泰利 |                      |
| 徐東均 | 洪科長 |                      |
| 朴俊勉 | 王美女 | 孤兒院院長。         |
| 趙賢植 | 金浩東 |                      |
| 陳慧沅 | 韓宥貞 | 18歲時的韓宥貞。     |

## 外部連結
- 韓國SBS官方網站

| SBS 特輯電視劇                | SBS 特輯電視劇                                    | SBS 特輯電視劇 |
| ----------------------------- | ------------------------------------------------- | -------------- |
|                               | 向著明天奔跑 （2015年2月20日）                    |                |
| 媽媽的選擇 （2014年10月12日） | 人生追擊者李載求 （2015年2月21日－2015年2月22日） |                |